# Televisione in Norvegia
La televisione in Norvegia è stata introdotta nel 1960 anche se le trasmissioni sperimentali erano iniziate nel 1954.
Fino al 1992 la Norsk rikskringkasting con il suo unico canale aveva il monopolio delle trasmissioni televisive.
Il 40% della popolazione norvegese usa la televisione via cavo, il 30% la televisione satellitare e il 30% la televisione terrestre. Diversamente dall'Italia, la televisione norvegese non prevede il doppiaggio dei programmi stranieri, mantenendone perciò la colonna sonora originale con l'aggiunta di sottotitoli in lingua norvegese. 
Qui ci sono i canali televisivi norvegesi più importanti:
| Canale           | Descrizione                | Finanziamento     | Editore                 | Lancio | Copertura terrestre                                  |
| ---------------- | -------------------------- | ----------------- | ----------------------- | ------ | ---------------------------------------------------- |
| NRK1             | Televisione Pubblica       | Canone televisivo | Norsk rikskringkasting  | 1960   | 99,8%                                                |
| NRK2             | Televisione pubblica       | Canone televisivo | Norsk rikskringkasting  | 1996   | 80%                                                  |
| NRK Super - NRK3 | Televisione pubblica       | Canone televisivo | Norsk rikskringkasting  | 2007   | 80%                                                  |
| TV2              | Canale generalista privato | Pubblicità        | Egmont                  | 1992   | 92%                                                  |
| TVNorge          | Canale generalista privato | Pubblicità        | ProSiebenSat.1 Media AG | 1988   | Questo canale trasmette attraverso emittenti locali. |